# Antoni Simon i Tarrés
Antoni Simon i Tarrés (Girona, el Gironès, 13 de juliol de 1956) és un historiador i professor universitari català.
Llicenciat en Història el 1978 a la Universitat Autònoma de Barcelona, especialitzant-se en història moderna, es va doctorar el 1983 amb la tesi La crisis del Antiguo Régimen en Girona (1983). Des del 1980 és professor en aquesta universitat, i des del 1997 catedràtic del Departament d'Història Moderna i Contemporània (Unitat d'Història Moderna). Ha seguit diverses línies d'investigació, com la demografia històrica, a la qual dedicà nombrosos articles i llibres. S'ha ocupat també de l'estudi de la història social i la història política i institucional centrant-se, especialment, en la guerra dels Segadors i la Guerra de Successió Espanyola. És autor també d'un gran nombre d'articles tant de divulgació com en publicacions especialitzades, pròlegs, ponències, conferències i seminaris i participa en nombrosos projectes de recerca. Fou un dels fundadors del Cercle d'Estudis Històrics i Socials de Girona, del qual és vicepresident. Des del febrer del 2007 també és membre numerari de la Secció Històrico-Arqueològica de l'Institut d'Estudis Catalans, i des del 2014 el Secretari de la Secció Històrico-Arqueològica.

## Premis
- XXIII Premi Ferran Soldevila d'estudis històrics (2017), convocat per la Fundació Congrés de Cultura Catalana, per l'obra "Lengua y política en la Catalunya del siglo XVII. Alexandre Ros i Gomar (1604-1656)", que estudia les relacions entre llengua, poder i nació.[3][4]
- Premi “Prat de la Riba” de l'IEC (2003), per l'obra Els orígens ideològics de la Revolució Catalana de 1640 (1999)[5][3]
- Premi Crítica Serra d'Or de recerca en humanitats, per Pau Claris, líder d'una classe revolucionaria (2008)[5]
- Premi de Recerca de l'Obra Social de la Caixa d'Estalvis de Sabadell (1984)[3]

## Treballs i publicacions[1]
- Aproximació al pensament demogràfic a Catalunya (1995)
- La població catalana a l'època moderna. 10 estudis (1996)
- Guerra i vida pagesa a la Catalunya del segle XVII (1986), amb A. Pladevall
- Cavallers i ciutadans (1991)
- Pagesos, capellans, industrials (1993)
- Cròniques del Rosselló (1998)
- Els orígens ideològics de la revolució catalana (1999)
- Cròniques de la guerra dels segadors (2003)
- Construccions polítiques i identitats nacionals. Catalunya i els orígens de l'estat modern espanyol (2005)
- Pau Claris, líder d'una classe revolucionària (2008)
- 1640 (Rafael Dalmau Editor, 590 pàgines. Any 2019)
- Els orígens del miracle econòmic català (2022)[6]

És també coautor de volums col·lectius, entre els quals: 
- Historia de España. Edad Moderna (1997)
- La España del siglo XVII. Los Austrias menores (1999),
- Història de Catalunya (2004)

Ha tingut cura de l'edició de documents, com l'Epistolari de Vicens Vives (1994, 1998)
Entre els llibres col·lectius que ha dirigit es troben La historiografia catalana (1994) i, especialment, el Diccionari d'historiografia catalana (2003), obra en la qual han intervingut més de dos-cents cinquanta especialistes que han redactat prop de dos mil articles sobre historiadors, institucions, obres crucials, revistes, escoles i tendències de la historiografia dels països de parla catalana. Ell mateix va redactar setanta-dues entrades d'aquesta obra.
També ha publicat una cinquantena d'articles en revistes especialitzades com Historia Social, Revista de Demografía Histórica, Afers, Estudis, Pedralbes, Manuscrits, Estudis d'Història Agrària, entre d'altres.